# Ehrenberg
För andra betydelser, se Ehrenberg (olika betydelser).
Ehrenberg är ett namn på flera släkter i Sverige och inom det tyskspråkiga området.

## Svenska släkter

### Adliga ätten Ehrenberg
Adliga släkten Ehrenberg härstammar från byggmästaren Gilis Achtschilling i Stockholm, vars son Gilius Giliusson (1622–1677) adlades med namnet Ehrenberg 25 februari 1665 på nummer 772. Han blev senare burggreve i Malmö och landsdomare i Skåne. Med sin hustru Ingrid Hinman blev han far till revisionssekreteraren Gustaf Ehrenberg (1659–1708). Den adliga ätten Ehrenberg slocknande 1731 med den senares son.

### Släkten Ernberg/Ehrenberg
En släkt med namnet Ehrenberg, utan samband med den förra och som oftare stavar det Ernberg, härstammar från hemmansägaren Gumme Nilsson (1732–1803) i Hovmantorp i Kronobergs län. Hans sonson var gift med en Gustafva Ehrenberg, vars namn troligen är bildat efter Ernhyttan, men som säkert saknar släktskap med den adliga ätten. Till denna släkt hör regeringsrådet Jarl Ernberg (1863–1947). Den gren som kallar sig Ehrenberg härstammar från Gustaf Petersson (1815–1904). Anders och Lars Ehrenberg är dennes sonsöner. Måns Ehrenberg är son till Lars Ehrenberg.

### Invandrade släkten Ehrenberg
En stor del av dem som idag i Sverige bär namnet Ehrenberg, härstammar från Anders Fredrik Ehrenberg (1863–1940 ca). Dennes far invandrade från Österrike och etablerade sig i Stockholm. Anders Fredrik fick sju barn, av vilka de flesta levde och verkade i Östergötland. Journalisten och debattören Johan Ehrenberg tillhör denna släkt.

## Personer med efternamnet Ehrenberg
- Anders Ehrenberg (född 1926), svensk kemist och biofysiker
- Andre Ehrenberg (född 1972), tysk kanotist
- August Ehrenberg (1875–1945), svensk konstnär
- Carl Hindrich Ehrenberg (1728–1801), svensk klockare och allmogemålare
- Christian Gottfried Ehrenberg (1795–1876), tysk naturforskare
- Gilius Giliusson Ehrenberg (1622–1677), svensk burggreve
- Gösta Ehrenberg (1923-2019), svensk konstnär
- Hans Ehrenberg, flera personer
  - Hans Ehrenberg (fysiker) (1922–2004), tysk kärnfysiker
  - Hans Ehrenberg (mineralog) (1894–1977), tysk mineralog
  - Hans Ehrenberg (teolog) (1883–1958), tysk teolog
- Henrik Ehrenberg (född 1973), chefredaktör för tidningen Kristdemokraten
- Johan Ehrenberg (född 1957), redaktör för tidskriften ETC
- Lars Ehrenberg (1921–2005), svensk biokemist och strålningsbiolog
- Måns Ehrenberg (född 1945), svensk fysiker och molekylärbiolog
- Richard Ehrenberg (1857–1921), tysk nationalekonom
- Solveig Borggren-Ehrenberg (1914–1993), svensk konstnär
- Victor Ehrenberg, flera personer
  - Victor Ehrenberg (historiker) (1891–1976), tysk historiker
  - Victor Ehrenberg (jurist) (1851–1929), tysk jurist